# Jerusalem Academy of Music and Dance
Die Jerusalem Academy of Music and Dance (hebräisch האקדמיה למוסיקה ולמחול בירושלים) ist eine israelische Hochschule im Bereich Musik und Tanz.
Sie befindet sich auf dem Givat Ram Campus der Hebräischen Universität Jerusalem und wurde 1958 als Rubin Academy of Music gegründet.

## Geschichte
Der israelische Komponist Josef Tal leitete von 1948 bis 1952 die Hochschule, die 1933 von Emil Hauser als Konservatorium gegründet worden war. Der israelische Tänzer Hassia Levy-Agron etablierte ab 1965 die Sparte Tanz. Von 1984 bis 1993 leitete der israelische Dirigent Mendi Rodan die Hochschule.

## Bekannte Absolventen
- Yael Bartana
- David Bižić
- David D’Or
- Noga Erez
- Nachum Erlich
- Nurit Hirsh
- Keren Kagarlitsky
- Gil Shaham
- Yaara Tal
- Ilan Volkov
- Yitzhak Yedid

## Bekannte Professoren
- Haim Alexander
- Tzvi Avni
- Elisabeth Roloff
- Karola Theill
- Ruben Seroussi